# 諫早市立小長井小学校
諫早市立小長井小学校（いさはやしりつ こながいしょうがっこう、Isahaya City Konagai Elementary School）は、長崎県諫早市小長井町小川原浦（おがわはらうら）にある公立小学校。

## 概要
歴史
1873年（明治6年）に創立した「井崎小学校」・「小川原浦小学校」・「田原小学校」の3校を前身とする。1878年（明治11年）にこの3校が統合され「崎原小学校」となる。校名に小長井が登場するのは1899年（明治32年）。
校章
小長井の「小」と小学校の「小」の文字を上下に組み合わせて図案化したもの。
校歌
作詞は原光枝、作曲は深町一朗による。歌詞は3番まであり、各番に校名の「小長井小学校」が登場する。
校区
諫早市小長井町全域。中学校区は諫早市立小長井中学校。

## 沿革
- 1873年（明治6年）- 井崎村に「井崎小学校」、小川原浦村に「小川原浦小学校」、田原村に「田原小学校」が創立。
- 1875年（明治8年）- 第五大学区長崎県管下第一中学区高来郡の小学校として長崎県に認可される[2]。
- 1878年（明治11年）- 郡制の施行により、北高来郡に属することとなる。
  - 上記の3校と遠竹小学校が統合され、「公立崎原小学校」に改称。井崎村と小川原浦村を校区とする。
- 1886年（明治19年）9月 - 小学校令の施行により、「尋常崎原小学校」に改称。修業年限を4年とする。
- 1889年（明治22年）
  - 4月 - 町村制の施行により、小長井村立の小学校となる。小川原浦村・長里村・井崎村の3村が合併。旧3村の頭文字を組み合わせて「小長井」という村名になった。
  - 6月 - 本村中央の日島に校地を求め校舎を新築。
- 1892年（明治25年）4月 - 小学校令の改正により、「崎原尋常小学校」に改称。
- 1899年（明治32年）4月1日 - 高等科を併設の上、「小長井尋常高等小学校」に改称（尋常科4年・高等科4年）。
  - 遠竹小学校と長里小学校を統合し、それぞれ遠竹分校・長里分校とする。
- 1901年（昭和34年）4月1日 - 遠竹分校と長里分校が分離し、それぞれ「遠竹尋常小学校」・「長里尋常小学校」として独立。
- 1908年（明治41年）4月1日 - 小学校令の改正により、義務教育年限（尋常科の修業年限）が4年から6年に延長される。
  - 従来の尋常科4年・高等科4年が「尋常科6年・高等科2年」に改められる。
- 1935年（昭和10年）6月1日 - 青年学校令の施行により、併設の農業補習学校が「小長井青年学校」に改称。
- 1941年（昭和16年）4月1日 - 国民学校令の施行により、「小長井村小長井国民学校」に改称。尋常科を初等科に改める（初等科6年・高等科2年）。
- 1947年（昭和22年）4月1日 - 学制改革（六・三制の実施）が行われる。
  - 小長井国民学校の初等科が改組され、「小長井村立小長井小学校」となる。
  - 小長井国民学校の高等科と青年学校の普通科が改組され、新制中学校「小長井村立小長井中学校」が発足。当初小学校に併設される。
- 1949年（昭和24年）
  - 4月1日 - 田原分校を設置。
  - この年 - 中学校の独立校舎が完成し、併設を解消。
- 1959年（昭和34年）4月1日 - 田原分校が分離し、「小長井村立田原小学校」として独立。
- 1966年（昭和41年）11月1日 - 小長井村が町制施行により小長井町となる。これにより「小長井町立小長井小学校」に改称。
- 1968年（昭和43年）3月11日 - 校章・校歌を制定。
- 1970年（昭和45年）1月31日 - 小長井町立田原小学校を統合し、田原校舎とする。
- 1971年（昭和46年）
  - 3月19日 - 田原校舎を廃止。
  - 6月30日 - 新校舎が完成。
  - 9月1日 - 新校舎への移転を完了し、使用を開始。
- 1973年（昭和48年）5月15日 - 体育館が完成。
- 1983年（昭和58年）5月 - 完全給食を開始。
- 1988年（昭和63年）9月 - 校門が完成。
- 1999年（平成11年）10月 - パソコンを導入。
- 2005年（平成17年）3月1日 - 市町村合併により「諫早市立小長井小学校」（現校名）に改称。
- 2025年（令和7年）4月1日 - 諫早市立長里小学校と諫早市立遠竹小学校を統合。

田原小学校（※田原の読みは「たばる」）
- 1873年（明治6年）- 田原村に「田原小学校」が創立。
- 1878年（明治11年）- 統合により「崎原小学校」が開校。田原小学校は廃止される。
- 1949年（昭和24年）4月1日 - 「小長井村立小長井小学校 田原分校」が設置される。
- 1959年（昭和34年）4月1日 - 小長井小学校から分離し「小長井村立田原小学校」として独立。
- 1966年（昭和41年）11月1日 - 「小長井町立田原小学校」に改称。
- 1970年（昭和45年）1月31日 - 統合により「小長井町立小長井小学校 田原校舎」となる。
- 1971年（昭和46年）3月19日 - 田原校舎が廃止される。
  - 校歌 - 作詞・作曲ともに野中寅雄による。歌詞は2番まであり、両番に校名の「田原校」が登場する。

## アクセス
最寄りの駅
- JR九州長崎本線小長井駅

最寄りのバス停
- 県営バス長戸バス停

最寄りの国道・県道
- 国道207号

## 周辺
- 諫早市立小長井中学校
- 小長井プール
- 小長井文化ホール

## 関連事項
- 長崎県小学校一覧